# Yerba Santa, San Juan Guichicovi
Yerba Santa är en ort i Mexiko.   Den ligger i kommunen San Juan Guichicovi och delstaten Oaxaca, i den sydöstra delen av landet, 500 km sydost om huvudstaden Mexico City. Yerba Santa ligger 169 meter över havet och antalet invånare är 244.
Terrängen runt Yerba Santa är platt norrut, men söderut är den kuperad. Runt Yerba Santa är det ganska glesbefolkat, med 28 invånare per kvadratkilometer. Närmaste större samhälle är Matías Romero, 8,9 km söder om Yerba Santa. Omgivningarna runt Yerba Santa är en mosaik av jordbruksmark och naturlig växtlighet.